# شرف ۵۵۴۳
سیارک ۵۵۴۳ (به انگلیسی: 5543 Sharaf، نامگذاری:1978TW2) پنج هزار و پانصد و چهل و سومین سیارک کشف شده‌است که در ۳ اکتبر ۱۹۷۸ کشف شد.
قدر مطلق سیارک برابر ۱۳٫۹۰ است.